# Epiphile hermosa
Epiphile hermosa är en fjärilsart som beskrevs av De la Maza och Díaz Francés 1978. Epiphile hermosa ingår i släktet Epiphile och familjen praktfjärilar. Inga underarter finns listade i Catalogue of Life.